# Das Unwort
Das Unwort ist ein deutscher Fernsehfilm von Leo Khasin aus dem Jahr 2020. Der Film feierte seine Premiere auf dem Fernsehfilmfestival Baden-Baden und wurde im Fernsehprogramm erstmals am 9. November 2020 im ZDF ausgestrahlt.

## Handlung
Die Eltern der Schüler Max Berlinger, Karim Ansari und Reza Marschner sind an einem Abend in der Vorweihnachtszeit zu einer Schulkonferenz geladen, bei der mit Hilfe der Schulaufsichtsbehörde entschieden werden soll, ob Max von der Schule verwiesen wird. In einer Auseinandersetzung hatte dieser Karim das Ohrläppchen abgebissen und Reza das Nasenbein gebrochen. Es erscheinen nur die Berlingers, Elternvertreter und Vertrauenslehrer fehlen, Hausmeister Eichmann muss als Beisitzer fungieren. Schuldirektor Stege und Klassenlehrerin Ritter stellen in ihren Berichten den Hintergrund des Vorfalls nur unzureichend dar. In Rückblenden wird jedoch gezeigt, wie Max in den letzten Wochen zuvor immer wieder gemobbt wurde, nachdem seine jüdische Herkunft in der Klasse bekannt wurde. Stege argumentiert jetzt, dass antisemitische Vorfälle an seiner Schule nicht vorkämen.
Nicht nur Max’ Eltern, sondern auch Frau Dr. Nüssen-Winkelmann, die Vertretung der Schulaufsichtsbehörde, hat das Gefühl, dass hier einiges heruntergespielt wird. Es stellt sich heraus, dass Stege in den Pausen jüdische Schüler zu ihrem Schutz in den Chemieraum einschloss. Klassenlehrerin Ritter berichtet schließlich von den Mobbingerlebnissen in der Klasse und auch, dass sie beim entscheidenden Streit nicht einschritt. Rezas Mutter kommt verspätet dazu, es kommt zu hitzigen Debatten, bis schließlich Frau Nüssen-Winkelmann ihre Souveränität verliert und ihr sagt, sie solle ihren missratenen Sohn in den Iran zurückschicken, wo er hingehöre. Im Anschluss geraten die Berlingers mit Frau Ritter und Rezas Mutter aneinander, der Hausmeister kann sie durch Auslösung des Schulalarms voneinander abbringen. Er teilt den anderen mit, er verstehe es nicht, dass die Elite so miteinander umgehe. So sei es kein Wunder, wenn der Nachwuchs es nicht besser mache.
Vater Berlinger beschließt, Karims Vater aufzusuchen, um die Sache zu klären. Mit Frau und Kindern geht er zu Familie Ansari, wobei es zunächst wieder zu verbalen Auseinandersetzungen kommt. Sie finden aber zu sich und die Väter gehen am nächsten Tag zu Frau Nüssen-Winkelmann in die Schulaufsichtsbehörde. Die beiden können sie überzeugen, die Schüler nicht zu verweisen, sondern die Sache mit gemeinnütziger Arbeit abzugelten. Als es im Altersheim fast schon wieder zu einer Auseinandersetzung zwischen Max und Karim kommt, kann eine Bewohnerin durch ihre Feststellung „Die Araber sind die Juden von heute“ die Situation in Heiterkeit auflösen.
Ein Jahr später feiern die Berlingers Chanukka, Stege wurde zuvor Bezirksbürgermeister von Berlin-Mitte, musste aber nach einem Skandal mittlerweile alle Ämter wieder niederlegen. Frau Nüssen-Winkelmann leitet gemeinsam mit Rezas Mutter als Doppelspitze den Deutsch-Iranischen Handelsverein.

## Produktion
Der Film wurde vom 23. Juli 2019 bis zum 23. August 2019 in Berlin gedreht.

## Rezeption

### Kritiken
Das Lexikon des internationalen Films gibt dem Film nur 1 von 5 Sternen. Es schreibt: „Als Komödie der Entgleisungen konzipierter Fernsehfilm, der Vorurteile und Charakterschwächen aufzeigen will, aber durchweg den falschen Ton trifft. Statt entlarvendem Humor dominieren Klamauk und gequälte Dialoge.“ Das eigentliche Problem realer Angriffe auf jüdische Schüler werde im Film letztlich bagatellisiert.
Rainer Tittelbach gibt dem Film bei seiner Besprechung auf tittelbach.tv hingegen insgesamt 5 von 6 Sternen. Regisseur Khasin wolle – seiner Aussage nach – mit diesem Film einen unverkrampften Umgang mit jüdischen Themen bieten. Auch wenn Lachen keine gesellschaftlichen Probleme löse, habe es etwas Befreiendes und könne Aggressionen abbauen. In den Dialogwechseln schwinge eine Spur Loriot mit, wenn die Figuren aneinander vorbeireden. Die Komödie sei insgesamt ein Charakter-Stück und setze auf Verhaltens-Archetypen, sie werde von dem ausgezeichneten Ensemble der Erwachsenen getragen. Einzig die eingestreuten Rückblenden mit den Jugendlichen fielen etwas ab.

### Einschaltquoten
Bei seiner Erstausstrahlung im ZDF am 9. November 2020 sahen 5,06 Millionen Zuschauer den Film. Dies entsprach einem Marktanteil von 15,3 %.